# Матисова
Матисова (слч. Matysová) насељено је мјесто са административним статусом сеоске општине (слч. obec) у округу Стара Љубовња, у Прешовском крају, Словачка Република.

## Становништво
| Година:    | 1994. | 2004.    | 2014.   | 2024.    |
| ---------- | ----- | -------- | ------- | -------- |
| Број људи: | 112   | 78       | 76      | 55       |
| Разлика:   |       | -30,35 % | -2,56 % | -27,63 % |

| Година:    | 2023. | 2024.   |
| ---------- | ----- | ------- |
| Број људи: | 56    | 55      |
| Разлика:   |       | -1,78 % |

Према подацима о броју становника из 2024. године насеље је имало 55 становника.